# Sommet de Genève (1985)
Pour les articles homonymes, voir Sommet de Genève.
Le sommet de Genève de 1985 est un sommet diplomatique de deux jours, entre le président des États-Unis, Ronald Reagan et le secrétaire général du Comité central du Parti communiste de l'Union soviétique, Mikhaïl Gorbatchev. Cette rencontre intervient dans le contexte de la guerre froide et est liée à l'arrivée récente au pouvoir en URSS de Gorbatchev. 
Il eut lieu à Genève, en Suisse, du 19 au 20 novembre 1985. Les deux dirigeants se rencontraient pour la première fois afin de parler de diplomatie internationale et de la course aux armements. Le dernier sommet de ce type s'était tenu en 18 juin 1979 à Vienne entre Jimmy Carter et Léonid Brejnev. L'intervention soviétique en 1979 et l’élection de Ronald Reagan ont occasionné un refroidissement dans les relations entre les deux superpuissances. L'accession au pouvoir de Gorbatchev, qui montre personnellement des signes d'ouverture change la donne et donne lieu à l'organisation de ce sommet.

## Organisation du sommet
Le 11 mars 1985, Mikhaïl Gorbatchev devient le secrétaire général du Comité central du Parti communiste de l'Union soviétique, de facto le dirigeant du pays. Ronald Reagan quant à lui a été élu pour un second mandat à la présidence des États-Unis d’Amérique le 6 novembre 1984.
Tant l'Union soviétique que les États-Unis cherchaient à réduire le nombre d'armes nucléaires. Les Soviétiques cherchant à réduire de moitié le nombre de missiles et de bombardiers équipés d'armes nucléaires, tandis que les États-Unis désiraient s'assurer qu'aucun des deux camps ne puisse bénéficier de l'avantage d'une attaque surprise nucléaire, et de protéger le droit de posséder des systèmes de défense,.
Les diplomates eurent du mal à anticiper les résultats du sommet, les Soviétiques rejetant la grande majorité des propositions des négociateurs américains.
Avec cette réunion planifiée plusieurs mois à l'avance, les deux superpuissances ont saisi l'occasion d'exposer leur position respectives vis-à-vis de l'opinion publique. Le conseiller pour la sécurité nationale de Reagan, Robert McFarlane, a déclaré qu'ils avaient de « vraies difficultés à établir un dialogue » avec les Soviétiques, et a annoncé un premier test de défense antimissile dans le cadre de leur Initiative de défense stratégique. Les Soviétiques, de leur côté, ont annoncé un moratoire unilatéral sur les essais nucléaires souterrains et ont invité les Américains à faire de même, une demande qui a été rejetée,.

## La réunion

Première rencontre entre Reagan et Gorbatchev

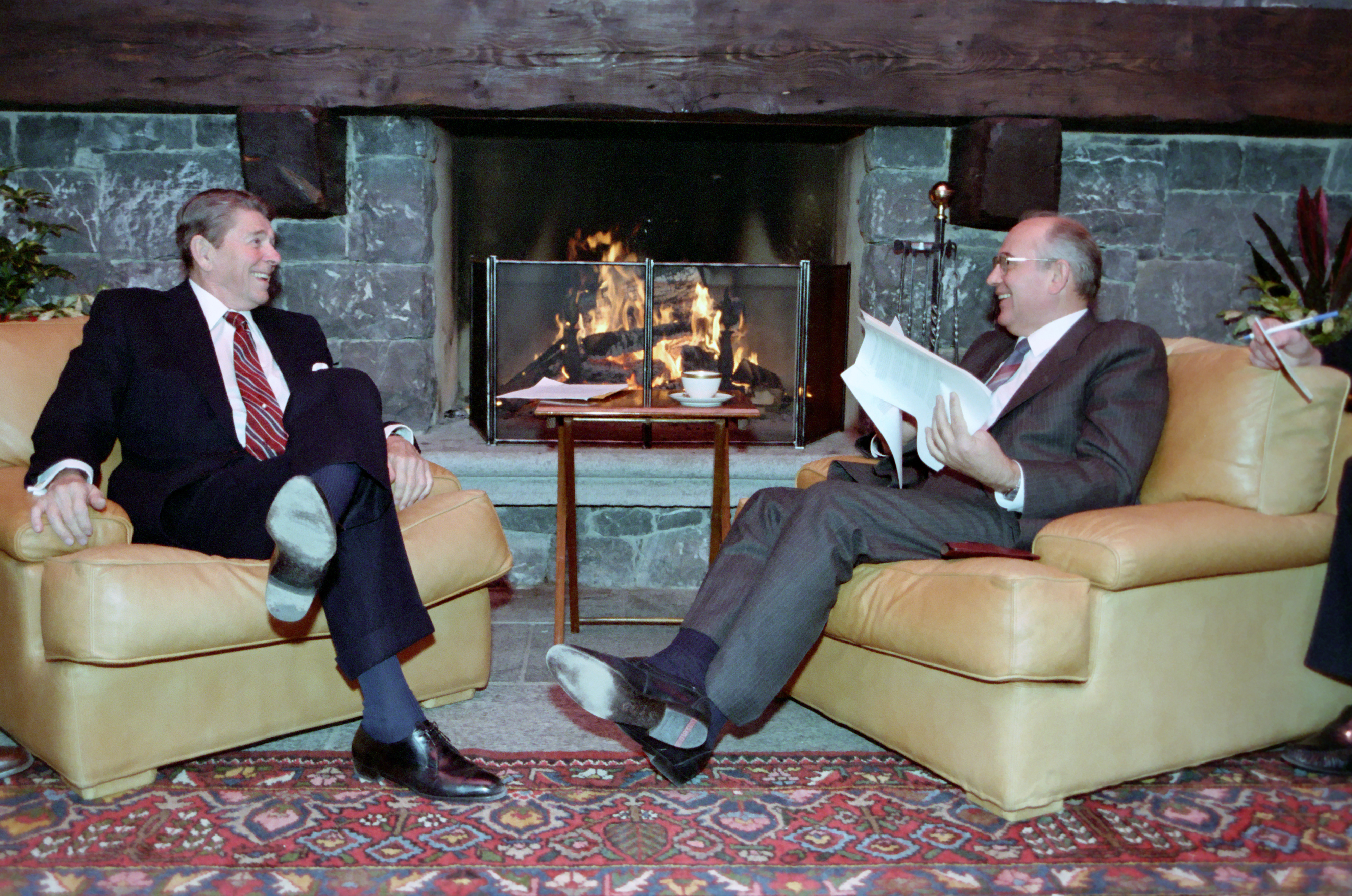
Reagan et Gorbatchev au sommet de Genève en 1985

Le 19 novembre 1985, à 10 heures du matin, le président des États-Unis Ronald Reagan et le Secrétaire général de l'Union des républiques socialistes soviétiques Mikhaïl Gorbatchev se rencontrent pour la première fois, à Genève, pour des discussions sur les relations diplomatiques internationales et sur la course aux armements.
La première réunion eut lieu à la villa Fleur-d'Eau à Versoix, siège de la délégation américaine. Gorbatchev dira plus tard : « Nous abordions ce sommet de manière réaliste, sans grandes attentes, mais nous espérions jeter les bases d'un dialogue sérieux pour l'avenir ». 
Comme l'ancien président Eisenhower en 1955, Reagan croyait que la relation personnelle entre dirigeants était la première étape nécessaire pour briser les tensions qui existaient entre les deux pays. L'objectif de Reagan était de convaincre Gorbatchev que l'Amérique souhaitait la paix par-dessus tout.
Reagan a décrit plus tard qu'il espérait que ce sommet soit vu comme une « mission de paix » . La première chose que Reagan dit à Gorbatchev était que « les États-Unis et l'Union soviétique sont les deux plus grands pays de la planète, les superpuissances. Ils sont les seuls à pouvoir déclencher une Troisième Guerre mondiale, mais aussi les deux seuls pays pouvant apporter la paix dans le monde ». Il a ensuite continué à mettre l'accent sur leurs similitudes personnelles, étant nés les deux dans des « hameaux au milieu de leurs pays respectifs » et des grandes responsabilités qu'ils détenaient.
Leur premier entretien débordait déjà d'une demi-heure lorsque Jim Kuhn, l'assistant personnel de Reagan et responsable du planning, demanda au secrétaire d’État George Shultz s'il devait interrompre l'entretien afin de conserver la ponctualité du protocole. Shultz lui répondit : « Si vous êtes assez stupide pour faire cela, vous ne devriez pas faire ce travail »,,.
Le premier jour, Mikhaïl Gorbatchev critiqua le fait que les États-Unis ne leur faisaient pas confiance, et que leur classe dirigeante maintenait cette relation difficile. Ronald Reagan répliqua que les Soviétiques avaient agi agressivement, notamment en refusant aux avions américains de pouvoir utiliser les aérodromes soviétiques situés dans l'Allemagne de l'après-Seconde Guerre mondiale. Après une pause pour déjeuner, les deux dirigeants firent une balade de deux heures à l'extérieur. Les discussions tournèrent autour de l'Initiative de défense stratégique, mais chacun resta ferme sur ses positions. Gorbatchev accepta l'invitation de Reagan de se rendre aux États-Unis l'année suivante, et Reagan fut invité à faire de même en 1987.
Durant la seconde journée, Reagan aborda la question des droits de l'homme. Bien qu'il ne souhaitait pas dicter à Gorbatchev comment diriger son pays, Reagan lui dit qu'il devait assouplir les restrictions à l'émigration. Gorbatchev affirma que les soviétiques étaient comparables aux États-Unis tout en citant quelques extrémistes féministes. La session suivante commença avec des arguments sur la course aux armements, pour finir sur le sujet de l'Initiative de défense stratégique. Gorbatchev était « belliqueux » et Reagan « ferme sur ses positions », bien qu'ils s'entendirent sur une déclaration finale commune.

## Incidences
« Le premier sommet Reagan-Gorbatchev devait être finalement beaucoup plus important par sa signification symbolique que par ses résultats concrets ».
Par la suite, les deux leaders ont tenu d'autres réunions similaires sur ces questions. Puis, Gorbatchev a rencontré George H. W. Bush une fois que celui-ci est devenu président. La rencontre entre Ronald Reagan et Mikhaïl Gorbatchev à Genève, en novembre 1985, aboutira à la signature, deux ans plus tard, du traité sur l'élimination des missiles à moyenne portée.

## Autre référence
- (en) Cold War: Geneva (Reagan-Gorbachev) Summit (Shultz memoirs).